# Zgromadzenie Ustawodawcze Nowej Południowej Walii
Zgromadzenie Ustawodawcze Nowej Południowej Walii (New South Wales Legislative Assembly) – izba niższa parlamentu stanowego Nowej Południowej Walii.

## Sposób wyboru
Składa się z 93 deputowanych wybieranych w jednomandatowych okręgach wyborczych z zastosowaniem tzw. ordynacji preferencyjnej. W tym systemie głosowania wyborca nie zaznacza na karcie jednego kandydata, lecz numeruje ich, poczynając od tego, którego popiera w największym stopniu. Jeżeli po zliczeniu "pierwszych miejsc" na wszystkich kartach żaden kandydat nie uzyska bezwzględnej większości, kandydat posiadający najmniej "pierwszych miejsc" jest skreślany, a jego głosy przejmują kandydaci, których jego wyborcy zaznaczyli na "drugich miejscach". Procedura ta powtarzana jest tak długo, aż któryś kandydat zbierze bezwzględną większość.

## Historia
Zgromadzenie powstało w 1856, gdy Nowa Południowa Walia była jeszcze kolonią brytyjską. Początkowo prawa wyborcze posiadali jedynie biali mężczyźni spełniający cenzus majątkowy (co w praktyce oznaczało ok. 25% dorosłej ludności kolonii). W 1858 cenzus majątkowy został zastąpiony cenzusem domicylu. W 1901 Nowa Południowa Walia stała się jednym ze stanów Związku Australijskiego. W 1902 rok kobiety uzyskały czynne prawo wyborcze, zaś w 1918 bierne prawo wyborcze. W 1962 realne prawa wyborcze uzyskali Aborygeni. W 1995 na mocy decyzji obywateli wyrażonej w referendum gubernator stracił prawo skracania kadencji parlamentu. Obecnie trwa ona bezwzględnie cztery lata, zaś wybory odbywają się w czwartą sobotę marca roku wyborczego. Głosowanie jest obowiązkowe, zaś cenzus wieku wynosi 18 lat.
Lider partii lub koalicji posiadającej większość w Zgromadzeniu automatycznie obejmuje funkcję premiera stanowego.